# Мюрат, Иоахим, 8-й принц Мюрат
Иоахим Луи Наполеон Мюрат, 8-й принц Мюрат (фр. Joachim Louis Napoléon Murat, 8e prince Murat; род. 26 ноября 1944) — французский дворянин, член семьи Бонапарт-Мюрат и нынешний глава семьи Мюрат. Коллекционер произведений искусства, он также был владельцем и основателем Музея и Центра современного искусства принца Мюрата из Нуантеля (1982—1987).

## Происхождение
Родился 26 ноября 1944 года в коммуне Булонь-Бийанкур, департамент О-де-Сен, Франция. Посмертный и единственный сын Иоахима Наполеона Мюрата (1920—1944), 7-го принца Мюрата, и его жены Николь Веры Клэр Элен Пастре (1921—1982).
Потомок в шестом поколении наполеоновского маршала Иоахима Мюрата (1767—1815), великого герцога Бергского (1806—1808) и короля Неаполитанского (1808—1815), и его жены Каролины Бонапарт (1782—1839).

## Биография
Бывший директор туристического офиса Монако в Париже, Иоахим Мюрат уже давно является важным коллекционером современного искусства. В 1982—1987 годах он превратил принадлежащий ему замок в Нуантеле, в Валь-д’Уаз, в музей. Однако в 1987 году он был вынужден по финансовым причинам расстаться со своими коллекциями и домом, в котором они размещались. Затем в отеле Друо была организована распродажа коллекции принца Мюрата.
Иоахим Мюрат является почетным президентом ассоциацию „Souvenir napoléonien“. Будучи активно вовлеченным в бонапартистские круги, он часто представлял свою семью и память Наполеона во время официальных поездок во Францию и за границу. В апреле 2006 года он был гостем города Тараскон во время Наполеоновских Дней Тараскона и открыл место, посвященное его предку, маршалу-принцу Иоахиму Мюрату. В октябре 2009 года он также был гостем генерального секретаря Андского сообщества в Лиме по случаю первой выставки, посвященной фигуре Наполеона Бонапарта в перуанской столице.

## Семья
11 октября 1969 года в Париже Иоахим Мюрат женился первым браком на Лоранс Мари Габриэль Мутон (род. 7 октября 1945, Париж), дочери Роже Мутона, соучредителя издательства «Éditions de la Table Ronde» и его жены Мари Люке. Супруги развелись в 2015 году. Дети от первого брака:
- Принцесса Каролина Летиция Виктория Аликс Мюрат (род. 31 октября 1971, Нейи-сюр-Сен)
- Принц Иоахим Шарль Наполеон Мюрат, принц Понтекорво (род. 3 мая 1973, Нейи-сюр-Сен), наследник престола своего отца, который женился на алжирке Ясмин Лотарингия Брики в 2021 году[5].
- Принцесса Летиция Каролина Мари Пьер Мюрат (род. 27 августа 1975, Нейи-сюр-Сен). В 2006 году в Париже она вышла замуж за Дени Оливье Шариссу (род. 1976)
- Принцесса Элиза Мария Аннонсиад Мюрат (род. 16 февраля 1977, Нейи-сюр-Сен) — близнец принцессы Полины
- Принцесса Полина Беатрис Мари Мюрат (род. 16 февраля 1977, Нейи-сюр-Сен) — близнец принцессы Элизы.

7 марта 2015 года Иоахим Мюрат вторым браком женился в Париже на перуанке Марии дель Пилар Арнао и Качо (род. 15 января 1966, Лима), дочери Сегундо Аурелио Арнао Лаоса и его жены Марии Авроры Качо Варгас. Второй брак был бездетным.